# Hella Dunger-Löper

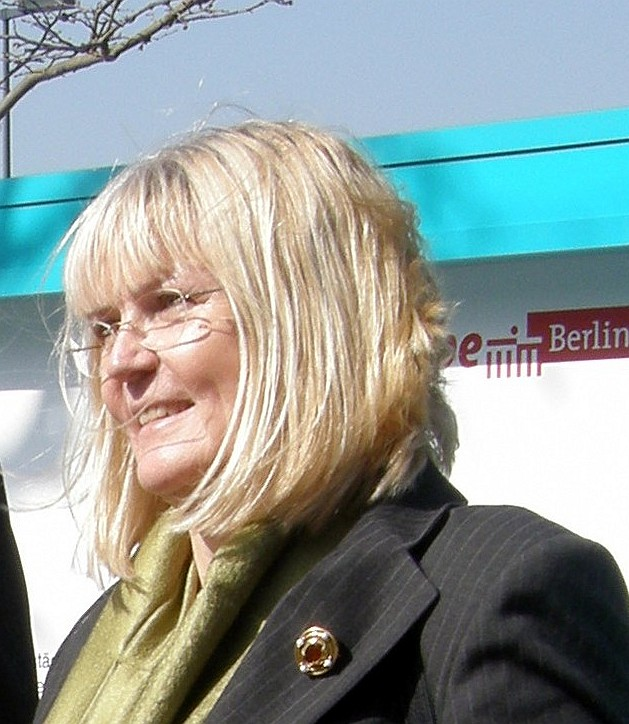
Hella Dunger-Löper

Hella Dunger-Löper (* 21. Dezember 1951 in Hildesheim) ist eine deutsche Politikerin (SPD). Von 2004 bis 2011 war sie Staatssekretärin in der Berliner Senatsverwaltung für Stadtentwicklung. Von Dezember 2011 bis Dezember 2016 vertrat sie das Land Berlin als Bevollmächtigte beim Bund.

## Biografie
Hella Dunger legte 1970 ihre Abiturprüfung ab. Anschließend studierte sie bis 1977 an der Technischen Universität Hannover und der Technischen Universität Berlin Literaturwissenschaft, Politikwissenschaft und Geschichte mit Abschluss Magistra Artium.
Danach war sie zunächst am Akademischen Auslandsamt der Technischen Universität Berlin tätig. 1993 bis 2004 war sie in der Abteilung Öffentlichkeitsarbeit der privaten Hochschule ESCP Europe Campus Berlin tätig.
Sie war Verwaltungsratsvorsitzende der Deutschen Klassenlotterie Berlin.
Seit 2017 ist Dunger-Löper Präsidentin des Landesmusikrates Berlin.

## Politische Laufbahn
Dunger-Löper trat 1977 in die SPD ein.
Von 1989 bis 1992 war Dunger-Löper Bezirksstadträtin für Volksbildung im Bezirk Wilmersdorf in Berlin.
Dem Abgeordnetenhaus von Berlin gehörte sie von 1999 bis 2004 an, zuletzt als Stellvertretende Fraktionsvorsitzende, als Vorsitzende des Hauptausschusses und des Unterausschusses Theater.
Von 2004 bis 2011 war sie Staatssekretärin für Bauen und Wohnen in der von Ingeborg Junge-Reyer (SPD) geführten Senatsverwaltung für Stadtentwicklung. 
Nach der Abgeordnetenhauswahl 2011 wurde Dunger-Löper am 15. Dezember 2011 als Nachfolgerin von Monika Helbig zur Bevollmächtigten beim Bund, Europabeauftragten des Landes Berlin und Beauftragten für das Bürgerschaftliche Engagement im Rang einer Staatssekretärin ernannt. Ihr unterstand die Abteilung für Bundes- und Europaangelegenheiten in der Berliner Senatskanzlei.
Am 8. Dezember 2016 wurde Dunger-Löper in den einstweiligen Ruhestand versetzt.